# Королева бджіл (фільм, 1955)
«Королева бджіл» (англ. Queen Bee) — американська драма режисера Реналда Мак-Дагалла 1955 року.

## Сюжет
Єва Філліпс — громадський діяч з Півдня, чия звичка маніпулювати людьми руйнує життя одну за одною. Чи зможе хто-небудь зупинити її?

## У ролях
- Джоан Кроуфорд — Єва Філліпс
- Беррі Салліван — Ейвері Філліпс
- Бетсі Палмер — Керол Лі Філліпс
- Джон Айрленд — Джадсон Прентіс
- Люсі Марлоу — Дженніфер Стюарт
- Вільям Леслі — Тай Маккіннон
- Фей Рей — Сью Маккіннон
- Кетерін Андерсон — міс Брін
- Тім Гові — Тед Філліпс
- Лінда Беннетт — Трісса Філліпс